# 茲布日
50°59′6″N 26°18′47″E / 50.98500°N 26.31306°E
茲布日（烏克蘭語：Збуж），是烏克蘭西北部的村莊，隸屬里夫內州的里夫內區。該村面積1.33平方公里，海拔高度169米，2001年人口431，人口密度每平方公里311.3人。